# Communauté d'agglomération Plaine centrale du Val-de-Marne
La Communauté d'agglomération Plaine centrale du Val-de-Marne est une ancienne  communauté d'agglomération française, située dans le département du Val-de-Marne et la région Île-de-France. 
Elle est dissoute le 31 décembre 2015 compte tenu de la création simultanée de la métropole du Grand Paris et de l'Établissement public territorial 11  le 1er janvier 2016.
Les habitants de cette communauté d'agglomération sont les Plaino-Communards.

## Historique
La Communauté d'agglomération Plaine centrale du Val-de-Marne a été mise en place le 1er janvier 2001 et regroupait les communes d'Alfortville, de Créteil et de Limeil-Brévannes (148 850 habitants). Son but était d'associer des communes pour mettre en commun des moyens et des équipements, assurer un meilleur service et de meilleures prestations aux habitants et faciliter l'implantation de nouvelles activités économiques.
Dans le cadre de la mise en place de la métropole du Grand Paris, la loi portant nouvelle organisation territoriale de la République du 7 août 2015 (Loi NOTRe) prévoit la création d'établissements publics territoriaux (EPT), qui regroupent l'ensemble des communes de la métropole à l'exception de Paris, et assurent des fonctions de proximité en matière de politique de la ville, d'équipements culturels, socioculturels, socio-éducatifs et sportifs, d'eau et assainissement, de gestion des déchets ménagers et d'action sociale. Les EPT exercent également les compétences que les communes avaient transférées aux intercommunalités supprimées. La répartition des communes du département entre les trois EPT prévus dans le département fait l'objet de nombreuses polémiques,,,,.
L'EPT provisoirement dénommé « Établissement public territorial T11 » est néanmoins créé par un décret du 11 décembre 2015. Il succède aux trois intercommunalités supprimées à l'occasion de sa création : 

- la communauté d'agglomération Plaine centrale du Val-de-Marne ;

- la communauté d'agglomération du Haut Val-de-Marne

- la communauté de communes du Plateau Briard
qui sont donc dissoutes le 31 décembre 2015.

## Territoire communautaire

### Composition
La communauté d'agglomération Plaine centrale du Val-de-Marne regroupait trois communes : 
| Nom              | Code Insee | Gentilé       | Superficie (km2) | Population (dernière pop. légale) | Densité (hab./km2) |
| ---------------- | ---------- | ------------- | ---------------- | --------------------------------- | ------------------ |
| Alfortville      | 94002      | Alfortvillais | 3,67             | 45 043 (2014)                     | 12 273             |
| Créteil          | 94028      | Cristoliens   | 11,46            | 91 042 (2014)                     | 7 944              |
| Limeil-Brévannes | 94044      | Brévannais    | 6,93             | 24 927 (2014)                     | 3 597              |

### Chiffres-clés
- 153 901 habitants
- Superficie : 2 203 hectares
- 6 914 entreprises
- 33 080 emplois secteur marchand
- 30 536 emplois secteur public
- 23 768 logements locatifs sociaux

## Organisation

### Siège
Le siège de l'intercommunalité était à Créteil, Europarc, 14 rue Le Corbusier.

### Élus
La Communauté d'agglomération était administrée par son Conseil communautaire, composé conseillers communautaires, qui sont des conseillers municipaux  représentant chaque commune membre sensiblement à raison de leur population.
Le conseil communautaire d'avril 2014 avait réélu son président, Laurent Cathala, Député et Maire de Créteil, et constitué son bureau, qui comprenait le président, 11 vice-présidents et 5 conseillers communautaires délégués.

### Liste des présidents
| Période                                  | Période       | Identité        | Étiquette | Qualité |
| ---------------------------------------- | ------------- | --------------- | --------- | --- |
| Les données manquantes sont à compléter. |               |                 |           | |
| 2001                                     | décembre 2015 | Laurent Cathala |           | Cadre supérieur infirmier Maire de Créteil (1977 → ) Secrétaire d'État Député du Val-de-Marne (2e circ.) (1988 → 1991 et 1993 → ) Président de l'Établissement public territorial T11 (2016 → ) |

### Compétences
La Communauté d'agglomération exerçait les  compétences qui lui avaient été transférées par les communes membres, dans les conditions fixées par le code général des collectivités territoriales. Il s'agissait de  :
- Compétences obligatoires :
  - développement économique ;
  - aménagement (dont les transports) ;
  - habitat et politique de la ville ;
- Compétences optionnelles :
  - voirie, pistes cyclables, parcs de stationnement ;
  - protection et la mise en valeur de l'environnement (dont la collecte et le traitement des déchets et la propreté urbaine) ;
  - aménagement, entretien et gestion d'équipements culturels et sportifs (bibliothèques, conservatoires et le Parc des Sports Duvauchelle) ;
- Compétences facultatives :
  - fabrication et livraison de repas pour la restauration scolaire, les centres de loisirs et les personnes âgées ;
  - soutien aux pôles universitaires et de recherche ;
  - production des fleurs et arbres pour les espaces publics ;
  - construction et la gestion des aires d'accueil et de stationnement des gens du voyage ;
  - transport scolaire des enfants handicapés.